# Annik Saxegaard
Annik Saxegaard (* 21. Mai 1905 in Stavanger, Norwegen; † 16. August 1990 in Kiel), bekannt unter den Pseudonymen Berte Bratt, Nina Nord oder Ulla Scherenhof, war eine Schriftstellerin. Bei dem Pseudonym „Scherenhof“ handelt es sich um eine Übersetzung des Namens „Saxegaard“ (norw. sax = Schere, gaard = Hof).

## Leben
Annik Saxegaards Mutter war studierte Musikerin, ihr Vater war Ingenieur, ein Beruf, den auch einige ihrer späteren männlichen Romanfiguren ergreifen sollten. Zur Familie gehörte noch eine ältere Schwester, zu der Saxegaard in späteren Jahren jedoch keinerlei Kontakt mehr hatte.
Später zog die Familie nach Oslo um, wo Saxegaard 1925 ihr Abitur machte. Zunächst versuchte sie sich als Schauspielerin, verdiente aber bereits zu dieser Zeit Geld mit dem Schreiben, außerdem arbeitete sie im Rundfunk. Von 1937 bis 1946 war sie mit dem Eisenbahner Christian Mohn verheiratet.
Als ihre Eltern sich scheiden ließen, zog Saxegaard mit ihrer Mutter nach Bergen. Hier leitete sie eine Rundfunksendung, hielt Vorträge, schrieb Werbetexte und begann schließlich Tiergeschichten für Kleinkinder zu verfassen. Nachdem diese zu Erfolgen wurden, veröffentlichte sie zunächst einen Roman. Danach begann sie Mädchenbücher zu schreiben, die ihr vor allem in Deutschland zu großer Popularität verhalfen. Unter dem Pseudonym Berte Bratt wurde sie zu einer der meistgelesenen Mädchenbuchautorinnen in Deutschland, mit einer Gesamtauflage von über 5 Millionen Exemplaren. Einige ihrer Romane wurden zunächst als Lore-Romane unter dem Pseudonym Nina Nord veröffentlicht, außerdem verwendete sie das Pseudonym Ulla Scherenhof (Gina-Reihe).
1958 zog sie nach Deutschland. Ab diesem Zeitpunkt schrieb sie ihre Bücher fast ausschließlich auf Deutsch. Sie wohnte in Kiel zusammen mit einer deutschen Freundin und lebte dort bis zu ihrem Tod am 16. August 1990.
Berte Bratt, deren erstes Buch bereits 1937 im Franz Schneider Verlag erschien, machte sich schon kurz nach ihrem Abitur im Hörfunk als Leiterin der Märchen- und Unterhaltungsprogramme einen Namen. Wenig später erschien ihr erster Bucherfolg: „Meine Tochter Lisbeth“ – ein Mädchenbuch. Seitdem hatte sie – wie sie selbst sagte – unaufhörlich geschrieben. Ungefähr achtzig Bücher – zumeist Mädchenbücher – wurden bis zu ihrem Tod veröffentlicht. Davon sind fünfzig Titel auf Deutsch erschienen, zunächst als Übersetzungen, später schrieb sie selbst in deutscher Sprache. Besonders bekannt sind die Titel, die als „Schneiderbücher“ erschienen sind.

## Werke (Auswahl)
- Meine Tochter Lisbeth, 1950 (norwegisch: Min datter Lisbet)
- Burre Bums, 1951.
- Ein Mädchen von 17 Jahren, 1952 (norwegisch: Lisbet! Lisbet!)
- Zwei glückliche Sommer, 1954 (norwegisch: En time med rutebil)
- Das Leben wird schöner, Anne, 1954 (norwegisch: Trass i alt)
- Gewagt – gewonnen, 1954 (norwegisch: Amor går på fire)
- Anne und Jess, 1955 (norwegisch: Slik skal det være, Anne!)
- Anne, der beste Lebenskamerad, 1955 (norwegisch: Alle smiler til Anne), Illustrationen: Gerda Radtke, Franz Schneider Verlag, München
- Bleib bei uns, Beate, 1958 (norwegisch: Pålitelig ung dame får post)
- Nina, so gefällst du mir!, 1959 (norwegisch: Bli som du er, Nina)
- Hab Mut, Katrin!, 1962 (norwegisch: Umulige Cecilie)
- Moni träumt vom großen Glück, 1967
- Liebe Inge!, 1968
- Große kleine Schwester Gina, Engelbert-Verlag, Balve, 1968
- Großartige Gina, Engelbert-Verlag, Balve, 1969
- Nicole : Ein Herz voll Liebe, 1969
- Meine Träume ziehen nach Süden, 1969
- Gina wagt es, Engelbert-Verlag, Balve, 1970
- Umwege zum Glück, 1971
- Die Glücksleiter hat viele Sprossen, 1971
- Sonjas dritte Sternstunde, 1973
- Nur ein Jahr, Jessica!, 1973
- Gäste bei Gina, Engelbert-Verlag, Balve, 1974
- Ich zähl die Tage im Kalender, 1975
- Gut gemacht, Gina, Engelbert-Verlag, Balve, 1976
- Machst du mit, Senta?, 1977
- Sonnige Tage mit Katrin, 1978
- Kleiner Hund und große Liebe, 1980
- Alles kam ganz anders, 1981

### Als Annik Saxegaard
- Zwei Zimmer und Küche
- Das Ziel heißt Glück
- Inges Träume werden wahr[3]
- Mamis Männer
- Meine Herrin und ich
- Unser Foxel Burre Bums
- Wir drei vom Nordhof
- Unser Kätzchen Pussy
- Mohrli, Schneeweißchen und Bingo

### Als Berte Bratt
- Aber dann kam der Sommer[4]
- Alle nennen mich Pony (norwegisch: Slik er Ponny)
- Alles kam ganz anders
- Anne der beste Lebenskamerad
- Anne und Jess Der Weg ins Glück
- Bleib bei uns, Beate! (norwegisch: Pålitlig ung Dame får post)
- Das Herz auf dem rechten Fleck (norwegisch: Kjære stabukken min!)
- Das kleine Reiseandenken (norwegisch: Store Ingrid og lille Ingrid)
- Das Leben wird schöner, Anne!
- Denk an unsere Liebe (auch unter dem Titel : Meine Frau – die Seelenärztin & Ich glaub an dich und deine Liebe)
- Der schönste Tag meines Lebens
- Die Glücksleiter hat viele Sprossen
- Ein Mädchen von 17 Jahren
- Ein tüchtiges Mädchen
- Gewagt, gewonnen!
- Hab Mut, Katrin
- Ich zähl die Tage im Kalender
- Kleiner Hund und große Liebe
- Kreuzfahrt mit Hindernissen (auch unter dem Titel: Ein Mann für Mette)
- Liebe Inge!
- Machst Du mit, Senta?
- Marions glücklicher Entschluss (norwegisch: Hvad skal vi gjøre med Marion?)
- Mein großer Bruder
- Meine Tochter Liz
- Meine Träume ziehen nach Süden
- Moni träumt vom großen Glück
- Neues Glück für Gisela (auch unter dem Titel: Elisabeth geht ihren Weg)
- Nicole – Ein Herz voll Liebe
- Nina, so gefällst Du mir! (norwegisch: Bli som du er, Nina)
- Nur ein Jahr, Jessica!
- Regina schafft es doch! (auch unter dem Titel: Sei klug Regina)(norwegisch: Bare en liten løgn)
- Sonjas dritte Sternstunde
- Sonnige Tage mit Katrin
- Sylvi macht ihr Glück (auch unter dem Titel: Ein ungewöhnlicher Beruf)
- Umwege zum Glück
- Unsere Claudia, ein Mädchen unserer Zeit
- Wir schaffen es gemeinsam
- Zwei Briefe für Britta (norwegisch: Hele verden er min)
- Zwei glückliche Sommer
- Zwei Zimmer und Küche (erschienen unter ihrem richtigen Namen Annik Saxegaard)

### Sammelbände
- Gewagt, gewonnen + Schwester Lise,
- Meine Tochter Liz + Ein Mädchen von 17 Jahren,
- Sylvi macht ihr Glück + Ein tüchtiges Mädchen,
- Umwege zum Glück + Nur ein Jahr Jessica,
- Das Ziel heißt Glück + Inge zw. Sport u. Liebe,
- Anne (Das Leben wird schöner, Anne; Anne und Jess; Anne, der beste Lebenskamerad)
- Das Ziel heißt Glück + Zwei Zimmer und Küche
- Beate (Bleib hier, Beate; Hab Mut, Katrin; Meine Träume ziehen nach Süden; Die Glücksleiter hat viele Sprossen)

### Als Ulla Scherenhof
- Große, kleine Schwester Gina
- Großartige Gina
- Gina wagt es
- Gäste bei Gina
- Gut gemacht, Gina
- Billy, der Racker
- Wir halten zusammen
- Mohrli, Schneeweißchen und Bingo

### Als Nina Nord
- Bezaubernde Vivi (Lore-Roman 626),
- Eine Sternschnuppe fiel vom Himmel (Lore-Roman 658),
- Schussfahrt ins Glück (Lore-Roman 705),
- Denk an unsre Liebe (Lore-Roman 745),
- Zwei glückliche Sommer (Lore-Roman 789),
- Das Zimmer bei der Schwiegermutter (Lore-Roman 832)

### Buchreihen
Außer den offensichtlichen Reihen über Gina, Liz und Anne hat Annik Saxegaard ein eigenes Erzähluniversum aufgebaut. In jeweils acht Geschichten laufen die Rywig- und Bernadette-Geschichten teilweise parallel, teilweise nacheinander. Die Erzählperspektive und die Hauptfiguren ändern sich. Zum Beispiel ist im ersten Band der Rywig-Reihe Beate die Hauptfigur, In Band 2 ist es Katrin, die später Beates Stief-Schwiegertochter wird. Dann folgen Geschichten über Beates andere Stiefkinder, ihre Schwester und eine andere Figur, die Katrin kennenlernt. Es gibt auch Verknüpfungen zu anderen Geschichten. In "Meine Träume ziehen nach Süden", treffen z. B. Sonja und Senta Rywig auf ihrer Afrikareise die Eltern von Britta (Edda und Benno Dieters) aus der Bernadette-Reihe.  Es gibt auch einzelne Geschichten die lose daran verknüpft sind, wie z. B. "Alle nennen mich Pony", in der erwähnt wird, dass Pony Berndts Schulkameradin ist.

#### Familie Rywig
Start der Reihe: 1958, "Pålitelig ung dame får post" ("Bleib Bei uns Beate"). Letztes Buch der Reihe: 1978, "Sonnige Tage mit Katrin".
1. Bleib bei uns Beate
2. Hab Mut Katrin
3. Meine Träume ziehen nach Süden
4. Die Glücksleiter hat viele Sprossen
5. Sonjas dritte Sternstunde
6. Ich zähl die Tage im Kalender
7. Machst du mit, Senta?
8. Sonnige Tage mit Katrin

#### Bernadette, Reni & Co
Start der Reihe: 1962, "Kjære stabukken min" ("Das Herz auf dem rechten Fleck"), Letztes Buch der Reihe: 1981, "Birkeland, Tone et al" ("Alles kam ganz anders")
1. Das Herz auf dem rechten Fleck
2. Zwei Briefe für Britta
3. Marions glücklicher Entschluss
4. Liebe Inge
5. Umwege zum Glück
6. Nur ein Jahr, Jessica
7. Kleiner Hund und große Liebe
8. Alles kam ganz anders

#### Zeitliche Reihenfolge der kombinierten Geschichten
1. Bleib bei uns Beate
2. Alle nennen mich Pony
3. Das Herz auf dem rechten Fleck
4. Zwei Briefe für Britta
5. Marions glücklicher Entschluss
6. Hab Mut, Katrin
7. Meine Träume ziehen nach Süden
8. Die Glücksleiter hat viele Sprossen
9. Liebe Inge
10. Umwege zum Glück
11. Nur ein Jahr, Jessica
12. Sonjas dritte Sternstunde
13. Ich zähl die Tage im Kalender
14. Machst du mit, Senta
15. Sonnige Tage mit Katrin
16. Kleiner Hund und große Liebe
17. Alles kam ganz anders